# Goathland
Goathland è un villaggio e parrocchia civile dell'Inghilterra, appartenente alla contea del North Yorkshire.
La sua stazione ferroviaria è stata scelta spesso per girare scene di vari film di successo.